# Lac de Beyşehir
Le lac de Beyşehir (en turc : Beyşehir Gölü) est le troisième plus grand lac naturel de Turquie. Menacé d'assèchement, il risque de disparaître entièrement vers 2040.

## Géographie
La ville éponyme de Beyşehir sur la rive méridionale du lac est dans la province de Konya. Le nord-est du lac est dans la province d'Isparta. C'est un lac endoréique d'eau douce. L'eau disparaît par évaporation, par les prélèvements pour l'irrigation et par un réseau complexe de galeries souterraines dans les roches calcaires. Il communique ainsi avec le lac Suğla et une partie de son eau va alimenter des résurgences qui forment le fleuve Manavgat Nehri.
Malgré son importance comme zone d'hivernage et de reproduction pour de nombreux oiseaux et l'existence d'un parc national dans la partie septentrionale, le lac de Beyşehir n'est pas adhérant à la convention de Ramsar sur les zones humides.
Les rives sud et nord du lac sont peu profondes, la partie la plus profonde atteignant 10 mètres. Le niveau du lac et son étendue varient selon la saison et l'année.

## Histoire
En 1935 la députée Bahire Bediş Morova Aydilek propose la construction de premiers canaux d'irrigation alimentés par le lac pour dynamiser l'activité économique de la province de Konya.